# Neavella albipectus
Neavella albipectus är en tvåvingeart som först beskrevs av Jacques-Marie-Frangile Bigot 1859.  Neavella albipectus ingår i släktet Neavella och familjen bromsar. Inga underarter finns listade i Catalogue of Life.